# Barbora Fišárková
Barbora Fišárková (*1975 Praha) je česká dětská lékařka a neonatoložka.

## Životopis

### Mládí a studium
Narodila se do umělecké rodiny. Její otec je Alois Fišárek byl filmový střihač a dědeček Alois Fišárek byl akademický malíř a pedagog. Také proto ji v mládí zajímalo divadlo a přála si studovat divadelní dramaturgii. Dědeček jí to však rozmluvil. V osmi letech začala hrát na violoncello. V období školní docházky cvičila i tři hodiny denně, ale profesor hudby ji studium na konzervatoři nedoporučil.
Mezi lety 1993 až 2000 studovala na 2. lékařské fakultě Univerzity Karlovy (UK 2. LF) v Praze. V létě 1999 v rámci studia absolvovala dvouměsíční stáž na lékařské fakultě Mount Sinai School od Medicine v New Yorku. Po ukončení studia začala od roku 2000 pracovat na novorozeneckém oddělení s jednotkou intenzivní a resustitační péče (JIRP) ve Fakultní nemocnici v Motole. V roce 2003 získala atestaci z pediatrie prvního stupně a v roce 2005 atestaci z neonatologie. Současně v roce 2005 zakončila pětileté postgraduální doktorské studium biomedicíny a obhájila akademický titul Ph.D. V roce 2007 ukončila dvouletý vzdělávací kurzy neonatologie. Od ledna 2008 absolvovala čtyřměsíční stáž v nemocnici Children’s Hospital v Clevelendu. V roce 2014 absolvovala ve Švédsku kurz instruktorů novorozenecké resuscitace v Linköpingu.

### Zaměstnání
- 2000 – 2015 sekundární lékařka na Novorozeneckém oddělení s JIRP, Gynekologicko-porodnická klinika FN Motol a odborná asistentka na 2. lékařské fakultě Univerzity Karlovy
- 2005 – 2013 vedoucí lékař úseku fyziologických novorozenců FN Motol
- 2016 – 2020 rodičovská dovolená
- 2019 – 2022 pediatrička v Child Friendly s. r. o, ordinace praktického lékaře pro děti a dorost

### Pedagogická činnost
- 2001 – 2003 Výuka patofyziologie, 3. ročník, Ústav patologické fyziologie UK 2. LF

- 2004 – 2015, dále od roku 2020 – Výuka neonatologie, 6.ročník, Novorozenecké oddělení s JIRP, Gynekologicko-porodnická klinika FN Motol a UK 2. LF
- od 2014 – instruktorka kurzů novorozenecké resuscitace „Newborn Life Support“[5]
- od 2013 – pravidelné přednášky pro pěstouny na přechodnou dobu[4]

Na volební období 2014 až 2017 byla zvolena členkou Akademického senátu Univerzity Karlovy.
Mezi lety 2013 až 2020 byla členkou statutárního orgánu v Nadačním fondu N.
Společně s MUDr. Lenkou Novotnou a MUDr. Milenou Dokoupilovou vydala knihu Narodilo se předčasně – průvodce péčí o nedonošené děti. 2009. Portál, 320 s.
Dlouhodobě se zabývá problematikou drogově závislých matek a jejich dětí. Na toto téma opakovaně pořádá přednášky pro Dobrou rodinu o. p. s. a další subjekty (například MPSV). S Dobrou rodinou spolupracuje od roku 2013.